# 関東地方知事会
関東地方知事会（かんとうちほうちじかい）とは、茨城県、栃木県、群馬県、埼玉県、千葉県、東京都、神奈川県、山梨県、静岡県、長野県の10都県の知事で構成される知事会である。1948年（昭和23年）に設立された。
また、この10都県知事が行う会議を関東地方知事会議と呼ぶ。

## 概要
各都県の連絡提携を緊密にし、地方自治の円滑な運営と進展を図ることを目的とし、全国知事会では網羅できない、関東・甲信静地方の範囲に係る地域的問題について、建設的な協議や国への要望などを行っている。
交通、観光、環境、経済、文化など関東・甲信静地方が共有する各分野で、研究や意見交換にとどまらない連携及び協力が行われており、広域行政の必要性が高まる中、その存在意義はますます大きく重要なものとなっている。

## 構成員
- 茨城県知事
- 栃木県知事
- 群馬県知事
- 埼玉県知事
- 千葉県知事
- 東京都知事
- 神奈川県知事
- 山梨県知事
- 静岡県知事
- 長野県知事

## 関東広域連合構想
2010年10月21日の関東地方知事会議で、関東甲信静地方10都県による関東広域連合の設立に強い意欲を示した松沢成文前神奈川県知事の提案に基づき、国からの出先機関廃止による受け皿づくりに向けた協議会を設置したが、検討の結果、2011年10月25日の関東地方知事会議で、国の出先機関廃止に伴う関東甲信静地方1都9県の広域連合を見送ることに合意した。国からの移譲対象の受け入れは、都県単独や複数都県による広域連携を基本とし、「広域連合」などの枠組みや国広域連携で処理することが困難な事務・権限への対応については、今後改めて検討することを決めた。

## 付記
- いわゆる「環首都圏」のうち福島県と新潟県は北海道東北地方知事会の構成自治体であるため、関東地方知事会には参加していない。ただし両県と北関東3県は北関東磐越五県知事会議を構成している。また静岡県及び長野県は中部圏知事会議の構成自治体も兼ねている。
- 2012年春の定例会議が5月23日、秋の定例会議が10月23日、初めて福島県で開催された。
- 事務局は構成都県が年度毎に持ち回っている。2019年度は千葉県が事務局を担当している。